# Halliwick
Halliwick ist eine Form der Schwimmtherapie, welche das Gleichgewicht, die Koordination und Entspannungsfähigkeit verbessern, ein Sicherheitsgefühl vermitteln oder auch zum Erlernen des Schwimmens führen kann. 

## Das Halliwick-Konzept
Das Halliwick-Konzept geht auf den Briten James McMillan zurück. Er gab in den späten 1940er und 1950er Jahren an der Londoner Halliwick School for Girls körperbehinderten Mädchen Schwimmunterricht, indem er besonders ihre Körperstabilität im Wasser trainierte.
Nach dem Halliwick-Konzept bilden physikalische Eigenschaften von Wasser die Grundlage für therapeutische Interventionen: Es sind dies Turbulenzen, Strömung und Widerstand sowie die Auftriebs-, Schwerkraft- und Rotationsdrehmomente.

### Halliwick Ten-Point-Programm
Das «Halliwick Ten-Point-Programm» (10-Punkte-Programm des Halliwick) ist geeignet für Kinder und Erwachsene, für Behinderte und Nichtbehinderte und wird z. B. bei neurologischen und orthopädischen Krankheitsbildern, Frakturen oder bei Cervicobrachialgie (Schulter-Arm-Syndrom) eingesetzt.

### Halliwick Aquatic Therapy
Der zweite Teil des Halliwick-Konzepts, bekannt als «Halliwick Aquatic Therapy» (auch Water Specific Therapy, WST genannt), ist ein seit 1974 in Bad Ragaz in der Schweiz von Urs Gamper entwickelter Aquatherapie-Ansatz.